# Приступ интернету
Приступ Интернету је могуће остварити на више начина. Сваки од тих начина када се анализирају брзина преноса, поузданост, расположивост, те цена има своје предности и слабости. Овде ће само таксативно бити наведене могућности:
- преко класичне телефонске линије (Dial-up). Максимална брзина преноса је 56 / и при томе је телефонска линија заузета

- преко ИСДН-а заузимањем једног или оба канала од по 64 /s, тј. 128 /s. Телефонирање је могуће при чему се, у моменту телефонирања, Интернет саобраћај дешава само преко једног канала.

- ДСЛ технологија. Код нас је за сада присутна АДСЛ што је скраћеница за асиметрична дигитална претплатничка линија (Asymmetrical Digital Subscriber Line). Брзина слања података са сервера према претплатнику (Download) и слање података од претплатника ка серверу (Upload), није иста тј. брзина преноса података са сервера ка претплатнику је неколико пута већа. Пошто је пренос података ван говорног опсега, телефонска линија је слободна за обављање разговора тј. телефонирање. Брзине (децембар 2005) које су на располагању у Србији су од 256/64 /s па све до 2 /s. Постоје и новије генерације АДСЛ-а али је неопходно да претплатник буде ближе телефонској централи, јер је брзина у функцији од слабљења. Све више се користе посебни бакарни каблови за ову намену.

- Кабловски Интернет је услуга коју дају оператори кабловске телевизије. У Србији брзине а и цене су сличне као АДСЛ. Телефонска линија је слободна јер се за пренос сигнала не користи телефонска парица већ посебан коаксијални/оптички кабл који је за пренос ТВ сигнала.

- Бежичном технологијом Вај-Фај (WiFi, Wireless Fidelity). Базично, ова технологија релативно малог домета цца 1500 , је развијена за аеродроме, кафиће, марине... за пословне људе са лаптоп рачунарима.

- Бежичном технологијом Вај-Макс (WiMAX, Worldwide Interoperability od Microwave Access) се постижу домети и до 50 , но у градовима то није више од 5 km или до 15 km у руралном подручју.

- Мобилним телефоном. Рачунар се повезује са мобилним телефоном који учествује у преносу података. У Србији је ова услуга још увек спорија у односу на остале претходно поменуте начине преноса а и скупља је.

- Сателитски пренос. Врста преноса преко сателита има више: Преко ТВ сателита, Геостационарних сателита и Сателита који нису геостационарни. Поред високе цене ове релативно новије технологије имају и својих додатних мана (нпр. кашњење сигнала код геостационарних сателита)

Извор: Чланак Дага Хембруфа (Doug Hembruff)